# SEAT Córdoba

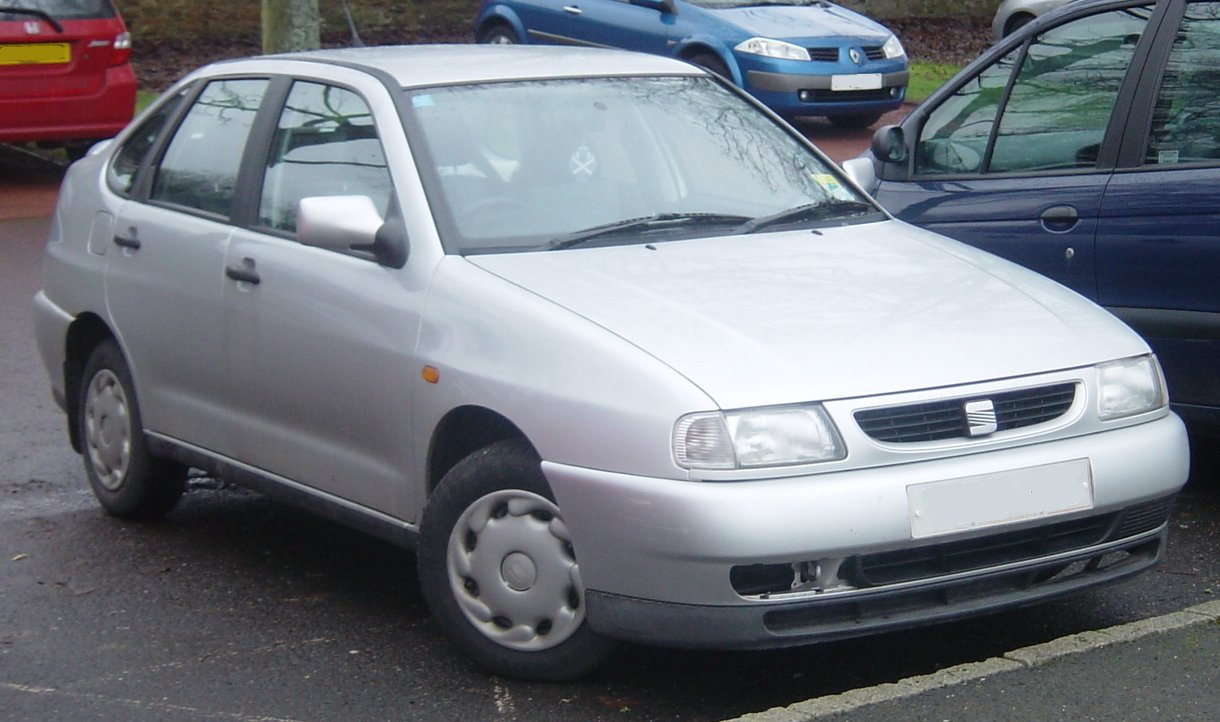
La primera generació del Córdoba.

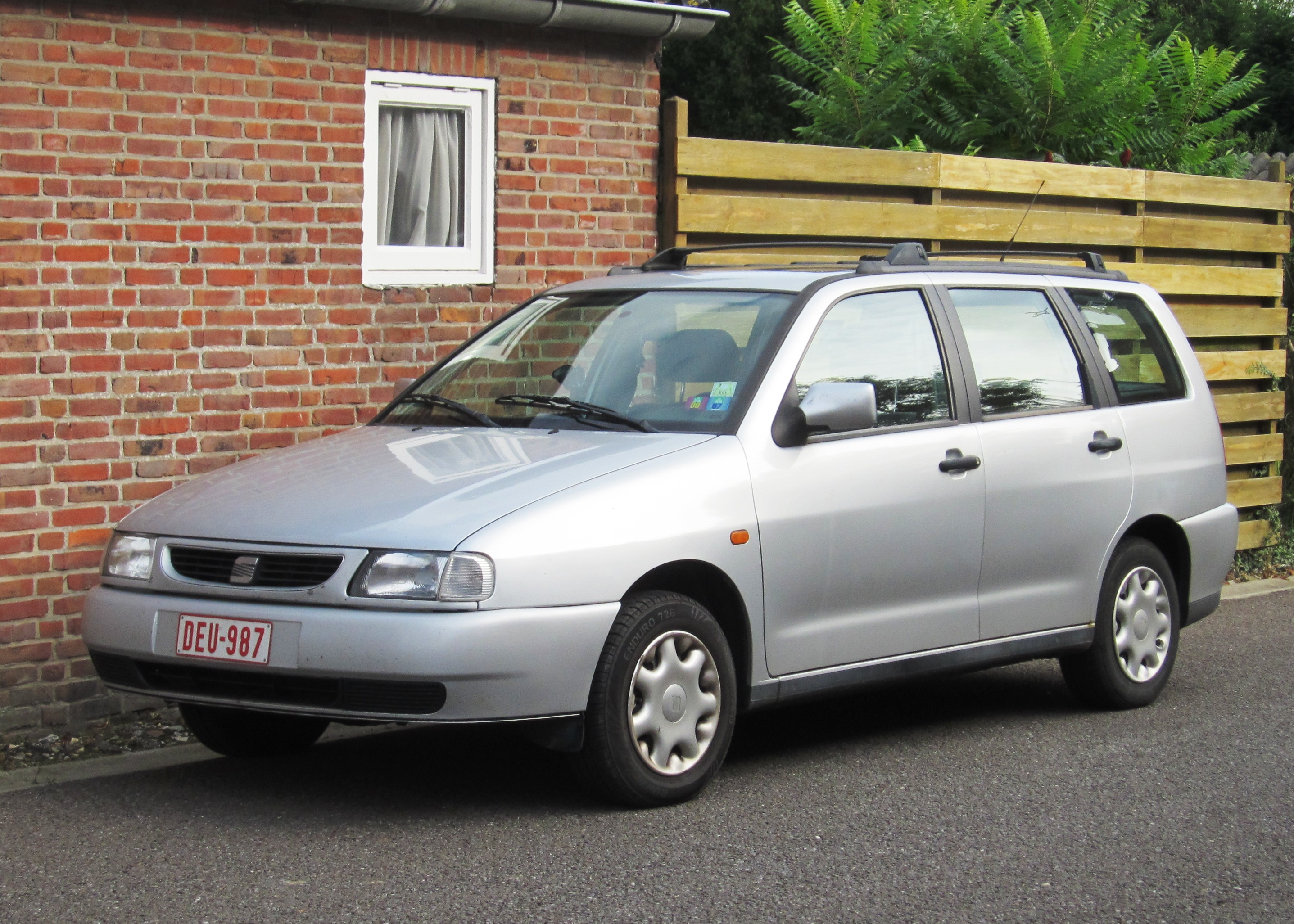
La primera generació del Córdoba Vario (Familiar).

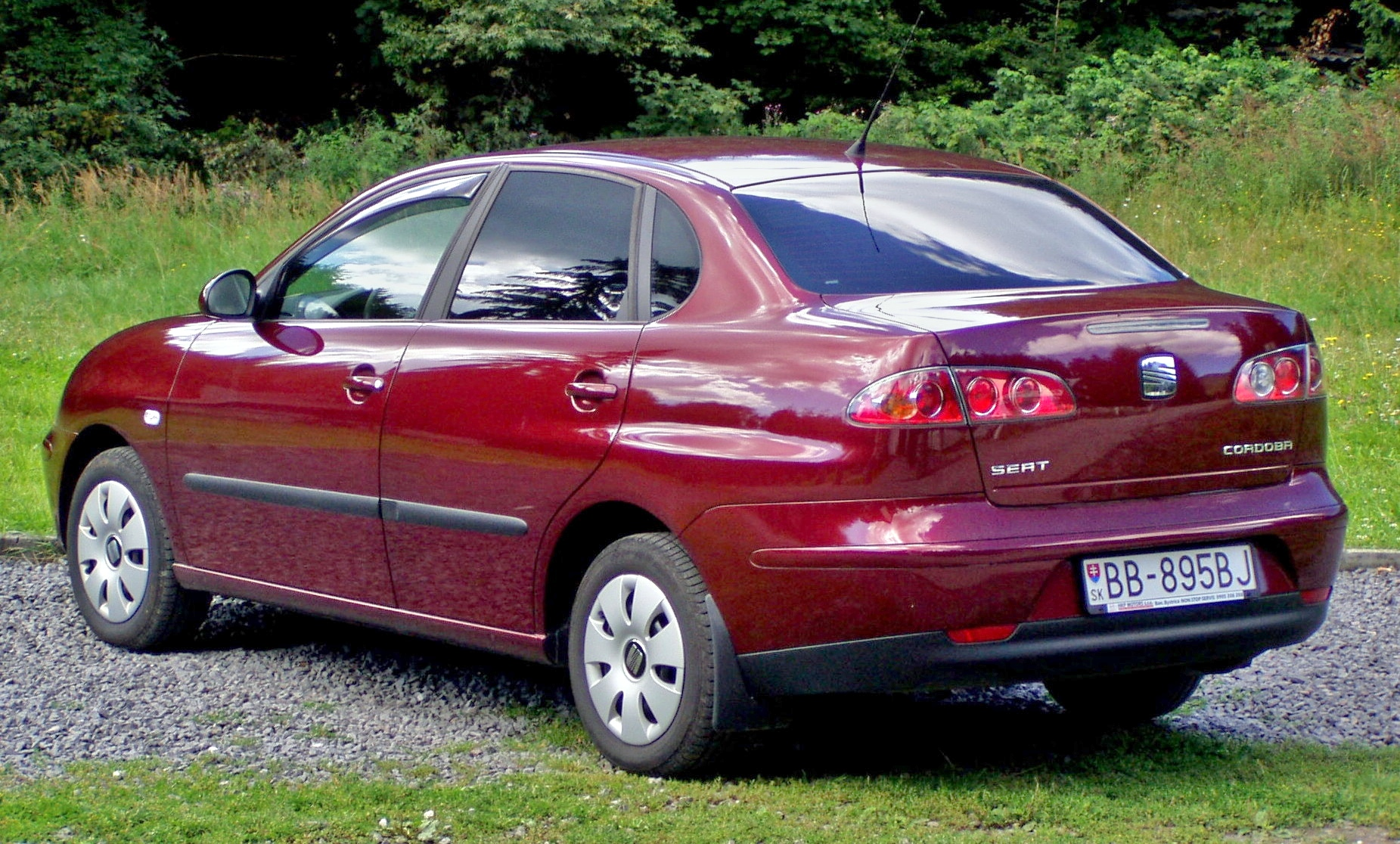
La segona generació del Córdoba.

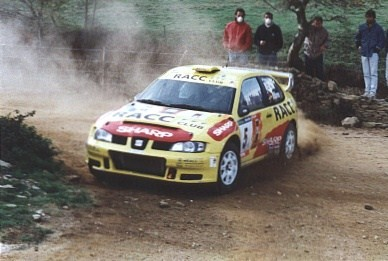
Dani Solà al ral·li de terra de Cangas del Narcea de 2001.

El SEAT Córdoba és un automòbil de turisme del segment B produït pel fabricant SEAT. El seu nom ve donat per la ciutat andalusa de Còrdova. És un cotxe tracció davantera amb motor davanter transversal dissenyat a la Planta de SEAT a Martorell i produïda amb motors del Grup Volkswagen.

## Posicionament
Les dues generacions del Córdoba estan relacionades amb les respectives generacions del SEAT Ibiza.
El posicionament del vehicle és inhabitual a Europa on el segment B del mercat està dominat completament pels hatchback.
A primers dels 90 el Grup Volkswagen, que acabava de prendre el control de SEAT, utilitzava una estratègia de plataformes comunes (Volkswagen A platform) avui dia superada per un sistema modular menys rígid (Volkswagen A PQ platform).
A SEAT se li van assignar únicament dues plataformes per a cobrir fins a cinc segments de mercat:
La primera a arribar, l'A2 es va utilitzar per a substituir al vell Málaga, derivava del Volkswagen Golf II/Volkswagen Jetta i sobre ella es va crear el Seat Toledo MK I, per rellançar la marca i alhora reduir costos es va posicionar al Toledo a la categoria superior oferint el suficient per línia, equipament i motoritzacions per a competir tant en el segment de les berlines mig altes (com el Mondeo) com en el de les mitjanes (com l'Orion).
De la segona, l'A03, compartida amb el Volkswagen Polo MK III, SEAT va crear-ne l'Ibiza II, el Córdoba (Polo Classic), el Córdoba Vario (Polo Variant), l'Inca (Volkswagen Caddy), el Córdoba 2p i l'Arosa.
SEAT va dotar de personalitat pròpia al cotxe denominant-lo "Córdoba", en lloc d'Ibiza 4p/2p amb el que va aconseguir ampliar la seva estreta gamma de models i evitar recels sobre la comercialització d'un vehicle petit amb maleter afegit, ja que el públic en general podia veure'l com alguna cosa ja superada des de la desaparició del Renault 7 a principi dels 80.
La campanya publicitària es va avançar a la imatge negativa que pogués crear-se amb un Ibiza tres volums mostrant imatges d'atractius del darrere masculins amb l'eslogán de "mostra-ho" i sense utilitzar en cap moment la paraula Ibiza, sabent que el públic podria anomenar-lo Ibiza "amb cul".
No obstant els objectius no eren ambiciosos i per a la variant tres volums d'aquesta plataforma, no es va variar l'estampació i el cotxe era idèntic a l'Ibiza en les portes del darrere i fins i tot en les versions Polo Classic l'estampació del cotxe era comú amb l'Ibiza i no amb el Polo, i era fabricat a Martorell en lloc de la fàbrica de Volkswagen a Lanbaden.
L'estratègia global d'aquest cotxe diferia segons la part del món on es comercialitzés. A Espanya on no es comercialitzava cap cotxe d'aquest tipus des de feia una dècada, va ocupar el lloc del recén desaparegut SEAT Málaga, un derivat tres volums del Fiat Ritmo/SEAT Ronda de grandària similar al del nou Toledo però desfassat tècnicament.
A la resta d'Europa Occidental, excepte a Alemanya, els vehicles de tres volums derivats de cotxes del segment inferior "superminis" tampoc són comuns, i en general les marques reserven aquest tipus de vehicles per a països d'altres àrees geogràfiques (Amèrica del Sud, Sud-àfrica, Europa Oriental, Àsia) on ocupen amb naturalitat el lloc de petites berlines que a Europa tradicionalment ocupen vehicles d'un i fins a dos segments superiors i actualment els MPVs compactes.
Així les versions 3 volums dels competidors de l'Ibiza no es produeixen a l'Europa occidental, encara que a vegades s'exporten petites sèries, no oferint-se en tots els mercats ni amb continuïtat. Aquests són Renault Clio Symbol, Dacia Logan i anteriorment Renault 7, Skoda Fabia Sedan, Fiat Linea, Palio, Fiat 147, Opel/Chevrolet Corsa 4 portes i Aveo, Ford Fiesta Sedan, etc.
Per aquesta raó el Córdoba no ha gaudit d'una acceptació similar a les versions hatchback (Ibiza) a Europa Occidental, encara que la seva fama de solidesa i fins i tot el plus de seguretat enfront d'altres superminis li ha permès consolidar un forat de mercat.
No obstant això SEAT en la seva segona generació (i sobretot Volkswagen amb la primera sota el seu propi nom) comercialitzen el cotxe amb èxit a Mèxic, Àsia i Amèrica del Sud on s'enfronta als seus rivals "naturals".

## Primera generació (1993-2002)
La primera generació del Córdoba va ser presentada al Saló de l'Automòbil de Frankfurt de 1993, i es va començar a comercialitzar aquest mateix any. El frontal, interior i mecànica és idèntica a la de la segona generació de l'Ibiza.
Es va caracteritzar per continuar el procés de germanització de SEAT començat amb el primer Toledo. Acabats rigorosos de tipus germànic, prenent multitud d'elements de VAG i compartint fins i tot el salpicader sencer amb el Polo III i amb alguna petita concessió per a diferenciar-lo i donar-li un toc "mediterrani" com la il·luminació ataronjada o les tapisseries de les sèries especials.
Espai interior acceptable, un maleter gran encara que amb una boca de càrrega petita. Va existir amb carrosseries sedan de dues i quatre portes i familiar de cinc portes, denominades comercialment Córdoba SX, Córdoba i Córdoba Vario.
El Córdoba va ser reestilizat lleugerament l'any 1995 i més profundament l'any 1999. Es van canviar els fars davanters i del darrere, la graella davantera i l'interior, amb nous materials i tapisseries.
A la Xina, el Córdoba reestilitzat de la primera sèrie es va vendre com a Volkswagen City Golf per la filial local de Volskwagen. Curiosament no es van utilitzar els elements diferenciadors del Polo Classic, que encara que compartia estampació amb el Córdoba, no tenia diferents para-xocs, fars i pilots..., sinó que es va muntar el Córdoba tal com era afegint-li simplement anagrames de VW.
Un altre canvi va succeir a Sud-àfrica on es va fabricar i es va comercialitzar sense canvis sobre l'original com a Volkswagen Polo Playa.

## Segona generació (2002-2009)
La segona generació del Córdoba existeix solament amb carrosseria sedan de quatre portes, aquesta vegada basat en la tercera generació de l'Ibiza. Les seves novetats venen donades per un nou frontal de línies més corbes, nous acabats i interiors i un disseny del darrere menys agressiu, amb fars més allargats que l'anterior versió.
El disseny, com el de l'Ibiza Mk III és de Walter Da Silva, ex dissenyador d'Alfa Romeo que indisimuladament va donar al cotxe una imatge de petit Alfa 156 contant a més amb uns interiors de tipus lleugerament retro i també de clara inspiració Alfa molt al gust europeu de principi de segle.
Això va permetre a SEAT reprendre la seva identitat mediterrània en l'Ibiza diferenciant-se de la línia de productes Volkswagen, ja que no comparteix cap peça d'estampació ni interior amb els Polo IV i de fet Volkswagen no utilitza aquesta base per a cap producte seu, sent específicament utilitzat per SEAT.
D'aquesta mateixa concepció deriva també el principal problema del Córdoba II, donat el creixement de Skoda, que va passar a ocupar en el grup el paper de productora de vehicles econòmics i generalistas i SEAT es va veure forçada a canviar el rumb bruscament i en aquesta època se li assigna dins del grup VAG el paper de competir oferint "esportivitat i disseny meridional". Bàsicament el mateix que Alfa, però amb una gamma que no sempre està bé amb aquest suposat esperit: En la categoria del Córdoba II no hi ha cap rival de talla esportiva, sent al contrari l'habitual trobar suspensions altes per a les carreteres de mercats emergents (Fiat Palio, Tata Indica, Chevrolet Aveo, etc.).
Així mentre que l'Ibiza i el León en les seves successives generacions compleixen bé el paper de "Hot-hatchs" altres models tenen problemes, com així ho reflecteixen les vendes, per a quadrar aquesta suposada esportivitat amb uns models que gens han de veure amb el que tradicionalment s'associa amb esportiu o prestacional com són els monovolums (Toledo III) i els derivats tres volums d'un supermini (Córdoba II)
Les seves motoritzacions són tres gasolina de quatre cilindres en línia i setze vàlvules, un 1.4 L en variants amb caixes de canvis automàtica i 75CV de potència màxima o manual i 85CV, i un 1.6 L de 100CV, i dos dièsel, un 1.4 L de tres cilindres en variants de 70 o 80CV i un 1.9 L de 100 o 130CV, ambdós amb turbocompressor i injecció directa. En mexico es comercialitza amb els motors 1.6 L i 2.0 L el primer amb 100 Cv i el segon amb 115 Cv.
El Córdoba segona sèrie serà fabricat a Mèxic a partir de 2009. Amb l'arribada d'aquests models fabricats localmente s'espera incrementar les vendes de manera important a Argentina, Brasil, Colòmbia, Equador, etc.
Igualment se seguirà fabricant en una línia paral·lela al nou Ibiza a la fàbrica de Martorell per a la seva exportació a mercats emergents d'Europa de l'Est, Rússia i Orient Pròxim.
Amb la desaparició de l'Ibiza MK III la cadena de producció del Còrdova actual no serà discontinuada en la fàbrica de Martorell, seguint-se produint en una cadena paral·lela el model de la segona generació encara que no serà comercialitzat a Europa Occidental.
Sembla que inicialment no està previst realitzar una tercera generació sobre el nou Ibiza.

## El Córdoba als ral·lis
El Córdoba WRC va competir en el Campionat Mundial de Ral·lis de manera oficial entre els anys 1998 i 2000. Va debutar al Ral·li de Finlàndia i va aconseguir el primer punt al Ral·li de Gal·les. En la temporada 1999 va debutar amb una cinquena i sisena posició al Ral·li de Finlàndia i va culminar amb un tercer lloc de Harri Rovanpëra en el Ral·li de Gal·les. La tercera evolució del Córdoba WRC, l'I3, va aconseguir una cambra posada en la seva estrena en el \Ral·li de Muntanya Carlo de 2000. El Seat Còrdova WRC també aconsiguiria èxits en campionats nacionals de diferents països. A Espanya, va guanyar algun títol absolut del nacional de ral·lis sobre terra amb Pedro Diego o Marc Blázquez, a més de diverses victòries en ral·lis d'asfalt amb Salvador Cañellas.